# Trixoscelis claripennis
Trixoscelis claripennis är en tvåvingeart som först beskrevs av Malloch 1913.  Trixoscelis claripennis ingår i släktet Trixoscelis och familjen myllflugor.
Artens utbredningsområde är Arizona. Inga underarter finns listade i Catalogue of Life.